# Gerhard Flesch
Pour les articles homonymes, voir Flesch.
Gerhard Friedrich Ernst Flesch (8 octobre 1909 – 28 février 1948) est un lieutenant-colonel et fonctionnaire SS allemand. Après la Seconde Guerre mondiale, il est jugé, reconnu coupable et exécuté pour ses crimes commis envers les membres de la résistance norvégienne lors de l'occupation allemande de la Norvège entre 1940 et 1945.

## Biographie
Né à Posen en octobre 1909, il adhère au NSDAP en 1933. En 1934, il obtient son diplôme en droit avant de rejoindre la Gestapo en 1936, où il est placé par Reinhard Heydrich au sein d'une unité contrôlant les sectes religieuses allemandes. En 1938, il participe à la marche allemande dans la région des Sudètes, et en 1939, à l'annexion de la Bohême-Moravie. Il est par la suite nommé conseiller politique du Gauleiter Fritz Sauckel à Thuringe. Après le déclenchement de la guerre en septembre 1939, il devient chef d'un Einsatzkommando à Poznań. Ses hommes exécutent au moins 40 personnes en novembre 1939. En 1940, il rejoint la 3e division SS Totenkopf en marche vers la France. C'est le début de l'opération Tannenberg, mise en œuvre par Reinhard Heydrich, qui a pour objectif d'éliminer les dirigeants polonais dans les régions de Pologne annexées par l'Allemagne.
Lorsqu'il rejoint la Norvège pendant l'invasion allemande, Flesch est promu SS-Sturmbannführer et devient Kommandeur der Sipo und des SD à Bergen. Le 11 octobre 1941, il est nommé Kommandeur der Sicherheitspolizei und des Sicherheitsdienst à Trondheim. En tant que commandant du district, il est également chef du camp de concentration de Falstad et des prisons de Trondheim. Gerhard Flesch est promu SS-Obersturmbannführer et reçoit le titre de Oberregierungsrat, son supérieur immédiat étant Heinrich Fehlis. Le 8 mai 1945, il fuit Trondheim avec un lingot d'or dans ses bagages, mais il est rattrapé et renvoyé avec une escorte de police en train, au cours duquel il tente à maintes reprises de s'échapper.
Criminel de guerre de sinistre réputation, il ordonna l'exécution de nombreux membres du mouvement de résistance norvégien sans aucun procès. Après la guerre en 1946, il est jugé et condamné à mort pour tortures et meurtres de prisonniers. Il est fusillé à minuit pile le 28 février 1948 à la forteresse de Kristiansten, à Trondheim. Lors de ses derniers instants, il clama « Heil Hitler ! ».